# Louis Marie Charles Hurault de Sorbée
Pour les articles homonymes, voir Hurault.
 (octobre 2019).
Si vous disposez d'ouvrages ou d'articles de référence ou si vous connaissez des sites web de qualité traitant du thème abordé ici, merci de compléter l'article en donnant les références utiles à sa vérifiabilité et en les liant à la section « Notes et références ».
 Louis Marie Charles Hurault de Sorbée, né le 15 avril 1786 à Reims (Marne) et mort à Paris le 15 novembre 1850, était un militaire français.

## Biographie

### Enfance et formation
Né en 1786 à Reims, il était fils de Henri Charles Hurault de Sorbée, ingénieur du roi et inspecteur des Ponts et chaussée et de Marie Anne Rousseles. Il fut destiné au génie, subit un examen pour l'École polytechnique et fut déclaré admissible. Préférant l'armée au Génie civil et pourvu d'une recommandation de Gaspard Monge, il entra à l'école de Fontainebleau le 23 janvier 1806,. Il en sortit lieutenant au 13e d'infanterie de ligne.

### Campagnes napoléoniennes
Il rejoignit son régiment à Palmanova dans le Frioul vénitien avec l'armée d'Italie; il fit dans ce corps les campagnes de la Quatrième Coalition en Prusse et en Pologne sous le commandement de Louis Baraguey d'Hilliers . Puis lors de la Cinquième Coalition en Italie et d'Allemagne sous le commandement du vice-roi d'Italie. Il fut pésent à Goritz, Leybach, Caporetto et à la Bataille de Raab. À Wagram, il fut blessé à la cuisse gauche par un biscaïen,. Découvert gisant, le lendemain de sa blessure, il mit près de 6 mois à se remmettre et quitter l'hôpital pour le dépôt de son régiment à Bergame. Longtemps cru mort, il ne put bénéficier d'une promotion au grade capitaine pour son comportement à Wagram que le 17 septembre 1810.
Durant les congés de l'armée de'Italie, il épousa Elisabeth Kastner, petite sœur de l'épouse du colonel Jean-Christian  Kuhmann,.
Ensuite, sous les ordres de Sa Majesté l'Empereur, la Campagne de Russie de 1812 qui le mena à la campagne d'Allemagne qu'il fit sous les ordres du prince d'Eckmühl qu'il fit dans le 11e R.I  avec le grade de capitaine qu'il avait mérité à la bataille de Wagram.
Il participa à la Bataille de Dresde en 1813, M. Hurault de Sorbée obtint la croix de la Légion d'honneur et passa chef de bataillon au 2e régiment de grenadiers à pied de la Garde impériale, avec lesquels il fit campagne de France.

### Auprès de l'impératrice
Quoique faisant partie du bataillon qui avait accompagné l'Empereur à l'île d'Elbe,, M. Hurault de Sorbée ne se trouvait pas au débarquement à Cannes, en 1815, il était alors à Schœnbrunn, près de sa femme, ancienne élève d'Écouen, qui avait suivi, en qualité de lectrice, l'impératrice Marie-Louise,. Napoléon aurait envoyé Hurault de Sorbée vers Aix (Savoie) où se trouvait initialement l'impératrice,. Mais le comte de Neipperg, méfiant, le fit arrêter, envoyer à Paris et le temps d'être libéré, son épouse et l'impératrice étaient déjà à Schœnbrunn. Il les rejoint là-bas,. On doit croire à l'empressement de M. Hurault à rejoindre l'Empereur, lorsqu'il eut appris son débarquement. Il n'arriva en France qu'après avoir vaincu mille difficultés. Enfin le 4 avril il arrive en mauvaise calèche de poste dans la cour de Tuileries, se fait annoncer à l'Empereur qui le reçoit à l'instant et l'interroge sur l'Impératrice, sur son fils, sur le prince Eugène de Beauharnais, sur l'empereur de Russie, sur l'archiduc Charles, enfin sur les troupes que dans sa route le capitaine Hurault aurait pu rencontrer en Allemagne.
M. Hurault fut traité par l'Empereur comme tous ses collègues de l'île d'Elbe. Il fut fait officier de la Légion d'honneur, chef de bataillon (rang de lieutenant-colonel) au 3e régiment de grenadiers à pied de la Garde impériale, et reçut une dotation de 500 francs. Il se trouva à Waterloo, où il fut atteint au milieu de son carré, d'un coup de feu qui lui fracassa la mâchoire inférieure,. Cette blessure très grave l'empêcha de suivre l'armée vers la Loire.

### Sous la monarchie
Le duc de Feltre le fit rayer des contrôles le 20 novembre 1815, comme ayant débarqué à main armée sur le sol français.
En 1819, M. Hurault reprit du service comme chef de bataillon à la 2e légion d'Ille-et-Vilaine, d'où il passa l'année suivante au 42e de ligne. Mis en réforme en 1822, il fut rappelé en 1824 avec le grade de major au 42e, et passa en 1828 au 34e en qualité de lieutenant-colonel,. Il se distingua à la prise d'Alger et fut nommé, à la suite de la révolution de Juillet 1830, colonel de son régiment,, officier de la Légion d'honneur, puis commandeur du même ordre en 1838; il était en outre chevalier de Saint-Louis depuis le 20 août 1824. Le 12 août 1839, M. Hurault de Sorbée fut fait maréchal de camp. Il commanda le département deTarn-et-Garonne puis celui de la Gironde,. Il fut mis à la retraite à la Révolution de 1848,.
Il meurt à Paris, rue de Tivoli, le 15 novembre 1850.

## Famille
Il est inhumé au cimetière de Montmartre, 21e division, avenue Cordier, avec son fils, Louis-François-Ernest Hurault de Sorbée, (1815-1853), sous-chef de bureau au Ministère de la guerre, sa fille Elisabeth-Aline Hurault de Sorbée, (1817-1904), artiste peintre, son épouse Elisabeth Kastner (dite Lisbeth), (1791-1873), sa belle-mère, Elisabeth Feltz, épouse Kastner, (1753-1844), son autre fille, Elisabeth-Anna Hurault de Sorbée, (1813-1875), est aussi inhumée dans la 21e division avec son époux Amédée Pichot, et son fils Pierre-Amédée Pichot.

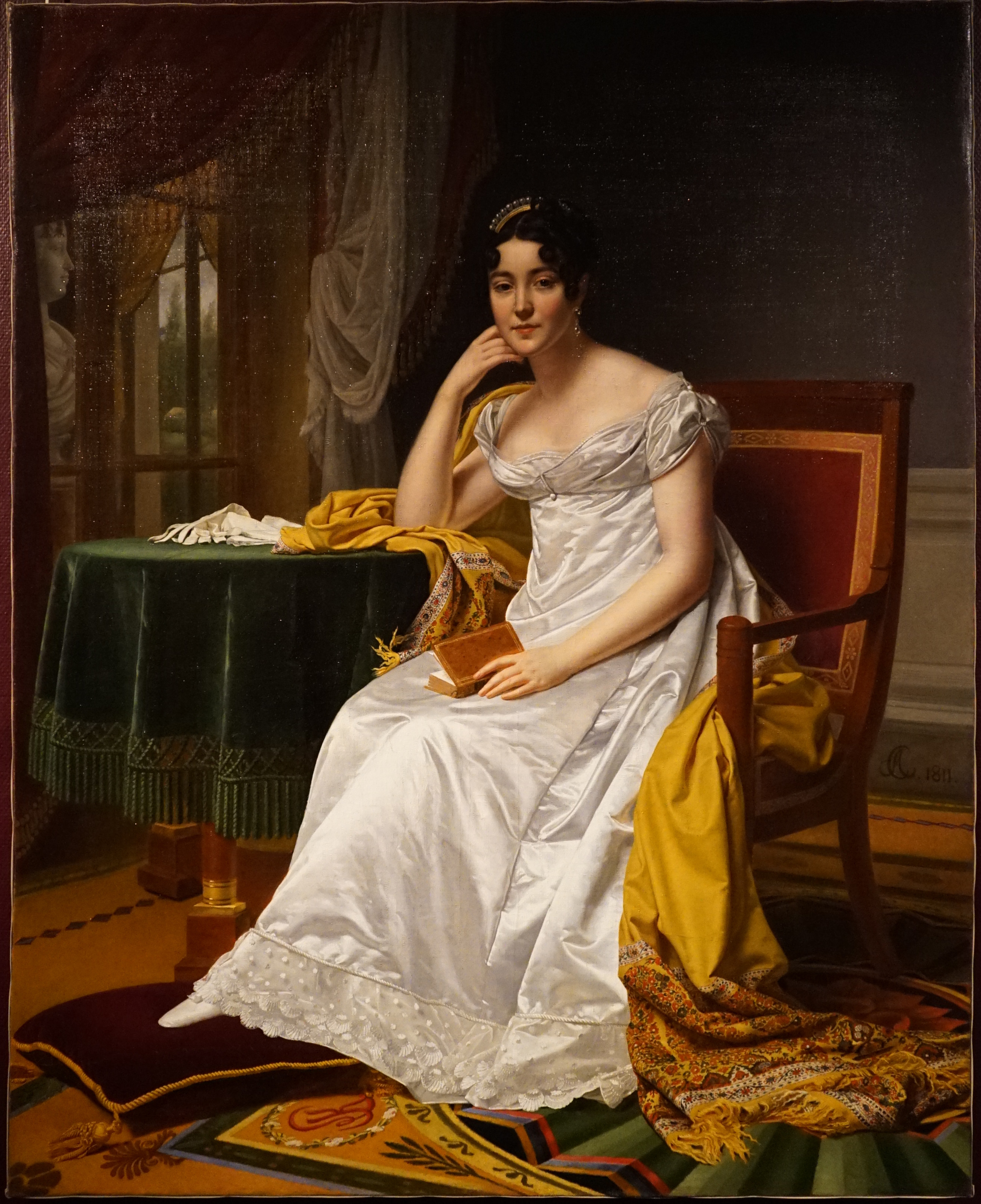
Madame Hurault de Sorbée par Alexandre-François Caminade
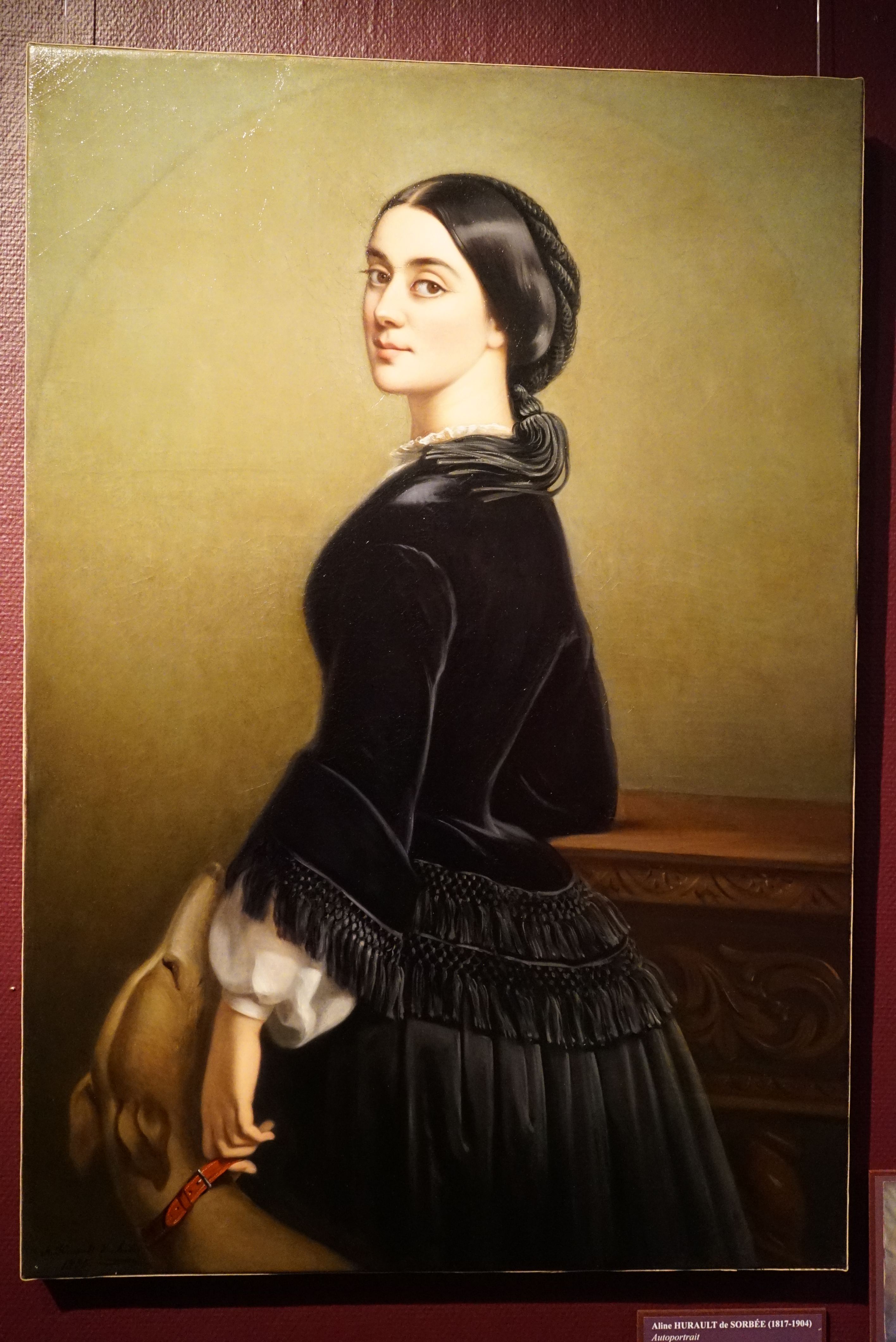
son autoportrait et celui de Clara sa sœur,
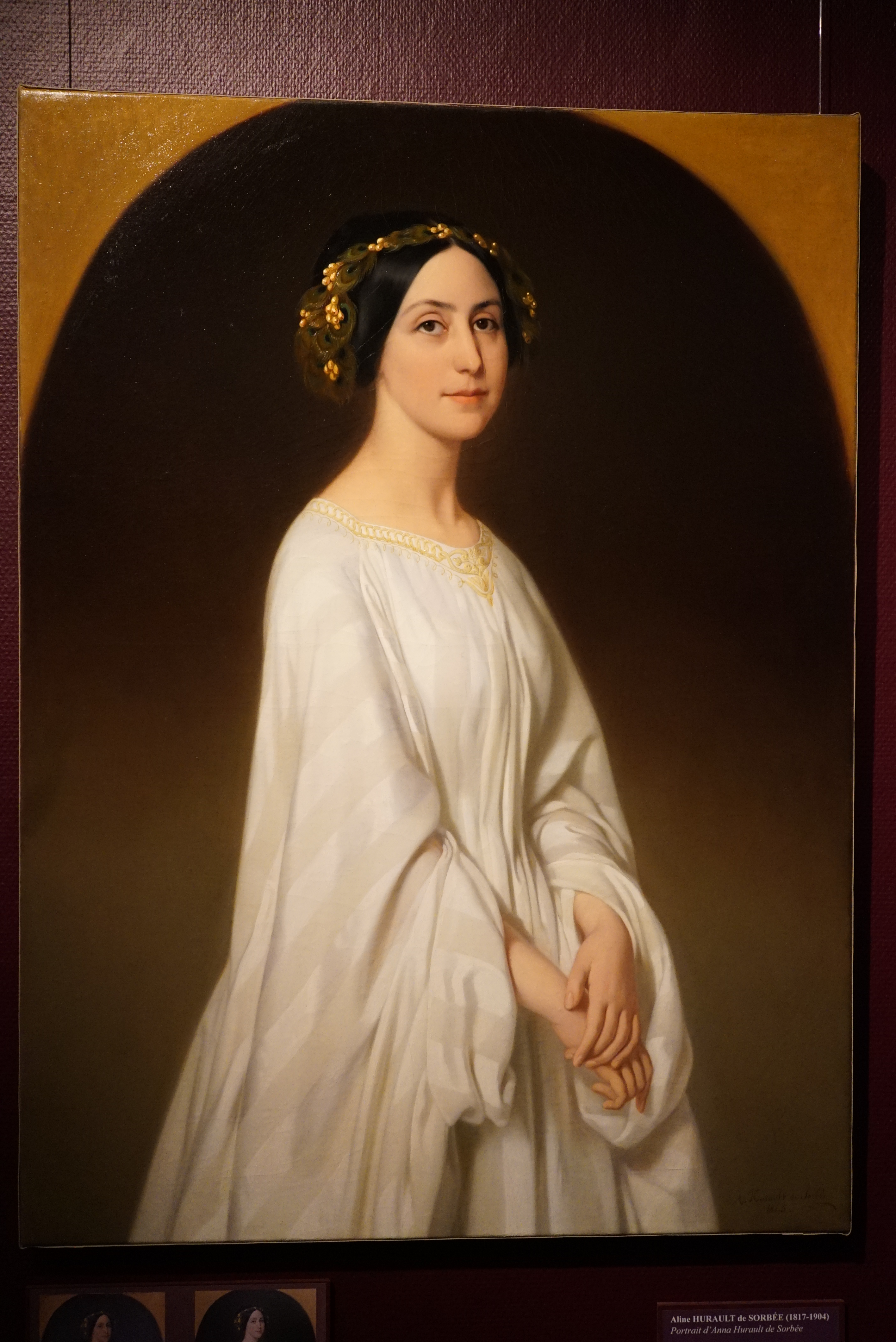
au Musée de Châlons.